# Шин Лему
Лин Шему (18 июня 1902 — 1 января 2025, Фуцзянь) - китайская долгожительница. Старейший житель земли верифицированный, последний старше Канэ Танаки. Старейший житель с 22 июля 2018 по 1 января 2025. Была сведительницой Титаника и Первой Мировой. Умерла 1 января 2025 во сне у себя дома. Когда она умерла, у него остался 77 летний сын. Умерла возрасте 122 лет, 197 дней.